# Luxembourg aux Jeux olympiques d'été de 1992
Le Luxembourg  participe aux Jeux olympiques d'été de 1992 à Barcelone en Espagne du 25 juillet au 9 août 1992. Il s'agit de sa 18e participation à des Jeux olympiques d'été.

## Judo
Igor Muller (lb) est présent aux Jeux olympiques.

## Natation
Yves Clausse (lb) participe aux Jeux olympiques.

## Tir
Le Luxembourg est représenté dans les compétitions de tir par trois athlètes.

## Tir à l'arc
Le Luxembourg est représenté dans les compétitions de tir à l'arc par Jeannette Goergen (lb).